# 伊藤真聰
伊藤 真聰（いとう しんそう、本名：伊藤 真砂子、1942年（昭和17年）4月25日 - ）は、日本の宗教家である。真如苑の苑主（継主）。燈檠山真澄寺首座。
大正大学文学部哲学科卒業。東京都立川市出身。

## 経歴
東京都立川市出身。真如苑の開祖である伊藤真乗とその妻である伊藤友司の三女として生まれた。1965年（昭和40年）に大正大学文学部哲学科宗教学専攻を卒業し、その後、真如苑事務局に入局した。
1971年（昭和46年）に真如三昧耶法を相承し、大阿闍梨となり、1983年（昭和58年）10月に真如法燈継承の儀により法流を相承した。
1989年（平成元年）に、父・伊藤真乗の死去に伴い、真如苑の第3代苑主と燈檠山真澄寺首座に就任した。1992年（平成4年）に真言宗醍醐派の総本山である醍醐寺から大僧正位を授与された。
1997年（平成9年）、総本山醍醐寺が伊藤真乗の功績を顕揚し、真如三昧耶堂を醍醐寺に建立し、その法要として醍醐寺の国宝金堂で導師を勤めた。

## 宗教活動
タイ国上座部のパクナム寺院との交流、バチカンでのヨハネ・パウロ2世との会見経験もあり、海外での活動も行なっている。
幾度の海外法要以外に、支援やボランティアの財団、団体を設立し、災害や貧困などの救援活動を行った。現在は、宗教法人代表を離れ、宗教指導者として活動する。